# 나주 태평사 마애보살좌상
태평사 마애보살좌상(太平寺 磨崖菩薩坐像)은 전라남도 나주시 노안면 영평리 37-1번지에 있는 태평사 마애보살좌상이다. 2013년 11월 11일 나주시의 향토문화유산 제38호로 지정되었다.

## 지정 사유
태평사는 전언에 의하면 1947년 나동봉 스님이 소규모의 초가집으로 창건하였다고 한다. 불상은 1949년에 조성한 것으로 전해진다. 태평사 마애보살좌상은 광배에서 나타난 도식화된 기법이 비록 기존 양식을 따르지 않았고 연화좌대의 중첩된 문양 대좌 하대의 생략 등 몇 군데 시대적 후진성은 있으나 강화 보문사 마애보살좌상 및 화순 마애불상과 비교했을 때 조형면에서나 인체 균형면에서 어느정도 기본틀을 갖추고 있어 가치가 있다. 또한 관세음보살을 마애불로 새긴 예는 지금까지 흔치않다는 점에서 향토문화유산으로 지정의 가치는 있다.